# Rifoorlog (1920)
De Rifoorlog werd van 1920 tot 1926 uitgevochten in het noorden van het huidige Marokko, tussen Spanje (later bijgestaan door Frankrijk) en wat in 1921 de Rif-Republiek werd. Deze guerrillaoorlog in het Rif draaide om de autonomie en onafhankelijkheid van het gebied, en had overwegend de steun van de Berberstammen die in het gebied leefden. Mohammed Abdelkrim El Khattabi wist in de aanloop naar de vorming van de Rif-Republiek de Riffijnse stammen te verenigen en leidde de strijd in de Rif tegen de kolonisatiedrang van het Spaanse gezag.
De oorlog vond plaats tegen een achtergrond van de zojuist beëindigde Eerste Wereldoorlog in Europa, en de afnemende invloed van het Ottomaanse Rijk in het oosten. Ook tegen de komst van deze islamitische Ottamanen hadden de Riffijnen zich al eerder fel verzet.

## Aanloop naar de oorlog

### De politieke situatie voor de opstand
Verschillende generaties van de dynastie van de Alawitische heersers in Noord-Afrika streefden in de 19e eeuw met name persoonlijke rijkdom na, en de sultans waren er niet in geslaagd om vernieuwingen in handel, nijverheid of landbouw  in gang te zetten. Dit, in tegenstelling tot de industriële revolutie die in diezelfde periode in Europa op gang kwam. Opstanden in een aantal streken verzwakten het bewind in de regio verder, en Marokko raakte politiek verdeeld in twee delen: het Blaad El Makhzan, wat het land van de overheid betekent, en Blaad Es Siba, wat het land van de niet-organisatie betekent. In die zone had de Marokkaanse sultan de grootste moeite met rebellen.
Verscheidene Riffijnse stammen voerden in de 20ste eeuw langdurig verzet tegen de komst van de Spanjaarden: onder andere Mohamed Amezian leidde in 1909 een bloedige oorlog tegen de Spanjaarden rondom de steden Melilla en Ceuta. 
Na militaire interventies door de Europeanen en een steeds verder oplopende schuldenlast bij de monarchen, werd Marokko in 1912 een protectoraat. De regio werd verdeeld tussen twee koloniale machten: Frankrijk kreeg het grootste deel, en de Rif kwam onder bestuur van Spanje. Alleen in naam bleef sultan Joesoef de vorst van een soeverein land. 
Aanvankelijk was de strategie voor verovering van de Spanjaarden tegen de Riffijnen gebaseerd op een langdurige geleidelijke verovering. De Spanjaarden kregen de westelijke en oostelijke Rif onder controle, en veel Riffijnse stammen gaven het op wegens de Spaanse overmacht aan manschappen en hun ouderwetse bewapening.

### Begin van de opstand
Mohammed Abdelkrim El Khattabi was een tijdje werkzaam geweest voor de Spaanse overheid, en later redacteur voor de Arabische rubriek in het in Melilla uitgegeven El Telegrame del Rif. Abdelkrim bleek in zijn krantenartikelen een groot voorstander van modernisering, en raakte teleurgesteld toen bleek dat Spanje hier geen prioriteit aan gaf. Zowel Frankrijk en Spanje toonden zich slechts traditionele Europese koloniale bezetters. Abdelkrim toonde zich gecharmeerd van het panarabisme, waarbij mensen werden opgeroepen om in opstand te komen tegen het Europees kolonialisme, en de Spaanse autoriteiten namen hem korte tijd gevangen.
In 1920 wilde de nieuwe commandant van de Spaanse troepen in Melilla, Silvestre, het Spaanse gezag in het centrale Rif vestigen. De vader van Abdelkrim was een van de leiders van het verzet, en na zijn overlijden namen zijn zoons de leiding over. Abdelkrim wist in mei 1921 de verschillende stammen in de regio te verbinden en werd hun onbetwiste leider.

## Verloop

### Opstand van Abdelkrim
Abdelkrim liet de Spanjaarden en de sultan weten dat hij een staat aan het stichten was en dat ze de onafhankelijkheid van zijn republiek moesten erkennen om oorlog te vermijden. Maar de Spanjaarden weigerden een onafhankelijke staat te erkennen; autonomie onder Spaans gezag kon wel maar dat accepteerde Abdelkrim niet. De Spaanse generaal Manuel Fernández Silvestre y Pantiga beweerde dat Spanje zonder moeite overal in de Rif kon ingrijpen. Hij nodigde koning Alfonso XIII alvast uit om muntthee te komen drinken in het huis van Abdelkrim.
Op 17 juli 1921 viel Abdelkrim met drieduizend Riffijnen een Spaans garnizoen aan in Ait Waryaghar. Silvestre kwam met versterkingen, maar zijn 5.000 manschappen waren slecht bevoorraad, vooral in water. Na vijf dagen gaf hij bevel tot aftocht/uitbraak, wat uitliep in een verpletterende nederlaag. Na deze veldslag omsingelde het verzetsleger de verslagen Spaanse troepen op de hoogvlakte, en vernietigde hier 18.000 Spaanse soldaten, onder wie hun Spaanse generaal Silvestre. De Riffijnen maakten zich meester over het wapenarsenaal van de Spanjaarden, waaronder 200 kanonnen, 350 mitrailleurs, 20.000 geweren, twee vliegtuigen en verschillende auto's. Abdelkrim viel de gedemoraliseerde en ongecoördineerde Spanjaarden overal aan. Steunpunt na steunpunt werd ingenomen. De Spanjaarden trokken zich terug in het fort van Al Aâroui, dat op 9 augustus na onderhandelingen capituleerde. Alphonso XIII zou hebben gezegd dat zijn troon om zeep was geholpen. Een Britse politicus zei dat in Anwal het Europese kolonialisme werd gebroken: Noord-Marokko was in Riffijnse handen. 
Abdelkrim stichtte op 19 september 1921 in Ajdir een Riffijnse staat, de Confederale Republiek van de Stammen van de Rif, waarin hij de stammen verenigde. Hij werd voorzitter van de Nationale Raad en voerde de titel Amīr Al-jihād (emir van de jihad). Na zijn overwinning in Adhar Oe Baran tegen de Spanjaarden vatten de passieve Riffijnse stammen de hoop de Spanjaarden te kunnen verslaan, en de legende van de onverslaanbare Spaanse soldaten begon te verdwijnen. De Riffijnen sloten zich vervolgens steeds vaker aan bij de beroemde leider die als bijnaam De Veroveraar kreeg: El Khattabi. De Spanjaarden trokken zich naar de kust terug terwijl Abdelkrim beroemd werd. Na die slag zei de Spaanse generaal de Shumpra: De Riffijnse kwestie kost ons te veel. Daarom trekken we ons terug naar de kust bij Ceuta en de Rif zullen we niet ingaan.
Na deze overwinning werden er stakingen in Spanje georganiseerd. De regering viel uiteen en Primo de Riviera pleegde in Barcelona een staatsgreep (1923). Hij was geneigd naar vredesbesprekingen met Abdelkrim te streven. Maar legerofficieren, waaronder Francisco Franco, werkten dit tegen.

### Gebruik van chemische wapens
Vanaf 1923 zette Spanje chemische wapens in met de clandestiene hulp van Duitsland. De productie gebeurde in de Fábrica Nacional de Productos Químicos, speciaal voor de oorlog opgericht door hoofdingenieur Hugo Stoltzenberg. Dichtbevolkte gebieden werden vanuit vliegtuigen gebombardeerd met mosterdgas en ander gif.

### Samenwerking van de koloniale machten om Abdelkrim te verslaan
Ondanks deze gruwelijke bombardementen bleven de Spanjaarden, vanaf 8 juni 1923 gecommandeerd door Franco, het moeilijk hebben. Eind 1924 waren ze opnieuw geneigd vredesgesprekken aan te knopen, maar dit nieuws leidde tot nog meer opstand. Abdelkrim poogde bij verrassing de strijd naar het zuiden te verplaatsen, en rukte op richting Fez. Het berberleger had tot dan toe de strijd gevoerd binnen de Spaanse delen van het protectoraat, maar de verplaatsing naar het zuiden betekende dat men richting de Franse delen trok. Vanuit de bergen vielen de Riffijnen 40 van de 66 Franse posten in het noorden van de rivier de Ouareghla aan. Frankrijk bagatelliseerde zijn nederlagen, zeggende dat de meeste doden Noord-Afrikanen waren, terwijl er niet veel Fransen sneuvelden.
Frankrijk had zich tot dan toe afzijdig gehouden in de strijd, maar nu verenigden de troepen van Spanje en Frankrijk zich, onder leiding van maarschalk Philippe Pétain. Maar heimelijk probeerden ze de Riffijnen tegen hem op te zetten door te beweren dat de islam het verbiedt om in zijn leger te strijden. Nu vreesden de Fransen dat de opstand in de Rif naar de rest van Marokko en Algerije zou overslaan. Hij bedreigde alle Europese koloniale machten in de Arabische wereld, zodat zelfs Groot-Brittannië zich zorgen maakte over het Midden-Oosten. Hoewel Abdelkrim verzekerde dat hij in vrede met Europa wilde leven, zocht hij vergeefs erkenning voor zijn republiek bij de Volkenbond.

### De koloniale machten boeken successen
Gedurende de oorlog kreeg Abdelkrim geen enkele vorm van steun in het bestrijden van de koloniale machten. Een gezamenlijk Spaans-Franse offensief bracht in 1925 ongeveer 200.000 Franse troepen op de been onder Pétain terwijl Primo de Riviera persoonlijk het bevel nam over bijna 300.000 Spanjaarden. Dit resulteerde in een totale troepensterkte van 465.000 soldaten voor de koloniale machten. Dit aantal soldaten werd de Riffijnen te veel, waardoor Abdelkrim niet meer in staat was om de Fransen en Spanjaarden te bestrijden.
Abdelkrim besefte dat zijn leger, dat uit ongeveer twintigduizend soldaten bestond, bijna vernietigd was. Met primitieve wapens begon men niets tegen de moderne wapens van het koloniale leger met honderdduizenden soldaten.

### Einde van de strijd

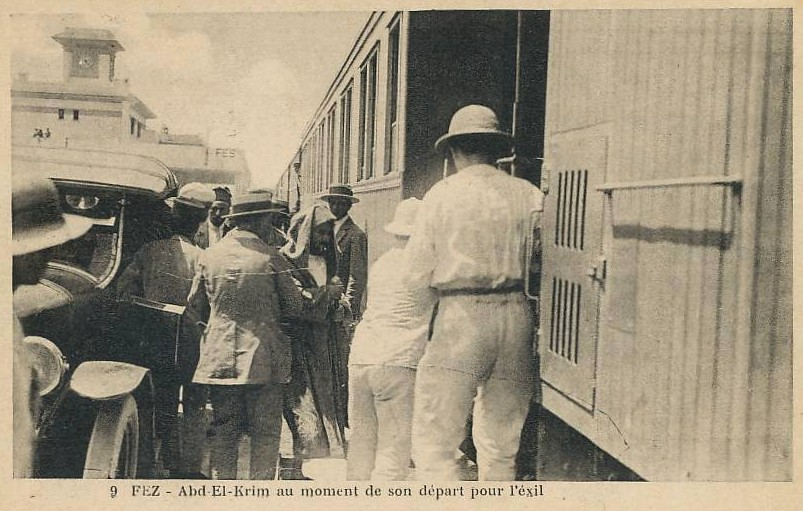
De verbannen Abd el-Krim stapt op de trein naar Tanger, vanwaar hij zou inschepen naar Réunion (1926).

De strijd duurde nog tot 1926. Tijdens deze oorlog maakten Spanje en Frankrijk gebruik van door de Weimarrepubliek geleverd gifgas. In totaal werd er zo'n 500 ton mosterdgas tegen de Riffijnen gebruikt. Er vielen vele doden en gewonden en de oogsten waren door het gif aangetast. Aangevallen door Frankrijk en Spanje en met op de achtergrond veel doden en een dreigende hongersnood, moest Abdelkrim Khattabi zich overgeven. Met die overgave verloren de Riffijnen hun relatieve zelfstandigheid. Het kostte de Spanjaarden nog een jaar om de diverse resterende verzetshaarden in hun protectoraat uit te roeien. In juli 1927 werd Spaans-Marokko officieel gepacificeerd verklaard.

## Republiek van het Rif
Mohammed Abdelkrim legde met de vorming van een soort regering en nationale vergadering in 1920 al de eerste fundamenten voor een republiek met modern bestuur. In september 1921 stuurde hij zonder resultaat een telegram aan de pas opgerichte Volkerenbond om erkenning te krijgen voor de nieuwe republiek: ook een bezoek van delegaties aan Londen en Parijs om de erkenning te bepleiten leidde tot niets.
Abdelkrim liet zowel de Spanjaarden als de Marokkaanse sultan in 1921 weten dat hij bezig was een staat op te richten, en dat ze de onafhankelijkheid van zijn republiek moesten erkennen om een oorlog te vermijden. De Spanjaarden weigerden echter een onafhankelijke staat te erkennen; autonomie onder Spaans gezag was wel mogelijk, maar dat accepteerde Abdelkrim niet. Zijn ideaal was niet alleen het verdedigen van het gebied tegen indringers; met zijn nieuwe republiek wilde hij ook het verzet in de hele regio organiseren en van het Rif een goed georganiseerde samenleving maken. Abdelkrim had een moderne staat voor ogen, met een grondwet, een parlement en een modern rechtssysteem. De meeste van zijn volgelingen konden zich echter niet vinden in deze moderne staatsopvattingen: voor hen was enkel de strijd tegen de Spanjaarden van belang.

## Invloed op de rest van wereld
Abdelkrim en zijn broer M'Hammad leidden een grootschalige opstand van een coalitie van Riffijnse stammen tegen de Spaanse en Franse protectoraten van de Rif en de rest van Marokko. Zijn guerrillatactiek, waaronder het allereerste gebruik van tunneling als techniek van moderne oorlogsvoering, had een directe invloed op andere revolutionairen uit dezelfde periode: Ho Chi Minh, Mao Zedong en Che Guevara haalden de tactieken van Abdelkrim aan in hun memoires en brieven. Hij werd ook een van de belangrijkste figuren van het Arabisch nationalisme (panarabisme), dat hij tot in de jaren 50 actief steunde. Abdelkrim zag het panarabisme vooral als antikoloniale beweging.

## Veldslagen
- Landing van Sidi Idriss (1921)
- Gevecht van Abarrán (1921)
- Slag om Annual (1921)
- Terugtrekking van Chefchaouen (1924)
- Al Hoceima landing (1925)

## Trivia
De Spaanse Netflix-serie Morocco: Love in Times of War speelt zich af ten tijde van de Rifoorlog van 1920-1926.